# ATP World Tour 2017
ATP World Tour 2017 là mùa giải quần vợt dành cho các tay vợt chuyên nghiệp nam trên toàn thế giới, được tổ chức bởi Hiệp hội Quần vợt Chuyên nghiệp (ATP). Lịch thi đấu mùa giải 2017 bao gồm 04 giải Grand Slam (ITF giám sát), ATP Finals, 09 giải ATP World Tour Masters 1000, 13 giải ATP World Tour 500, 40 giải ATP World Tour 250 và Davis Cup (ITF tổ chức). Ngoài ra, mùa giải này còn có Hopman Cup và Next Gen ATP Finals, cả hai giải này đều không được tích điểm trên Bảng xếp hạng ATP.

## Lịch thi đấu
Dưới đây là lịch thi đấu của các giải trong mùa giải 2017.
| Grand Slam                                     |
| ATP Finals                                     |
| ATP World Tour Masters 1000                    |
| ATP World Tour 500                             |
| ATP World Tour 250                             |
| Giải đồng đội khác (Davis Cup hoặc Hopman Cup) |

### Tháng 1
| Tuần        | Giải đấu                                   | Địa điểm                | Vô địch                               | Tỷ số                   | Á quân                        |
| ----------- | ------------------------------------------ | ----------------------- | ------------------------------------- | ----------------------- | ----------------------------- |
| 02/01       | Hopman Cup (ITF Mixed Teams Championships) | Perth, Úc               | Pháp                                  | 2–1                     | Hoa Kỳ                        |
| 02/01       | Qatar Open                                 | Doha, Qatar             | Novak Djokovic                        | 6–3, 5–7, 6–4           | Andy Murray                   |
| 02/01       | Qatar Open                                 | Doha, Qatar             | Jérémy Chardy Fabrice Martin          | 6–4, 7–6(7–3)           | Vasek Pospisil Radek Štěpánek |
| 02/01       | Chennai Open                               | Chennai, Ấn Độ          | Roberto Bautista Agut                 | 6–3, 6–4                | Daniil Medvedev               |
| 02/01       | Chennai Open                               | Chennai, Ấn Độ          | Rohan Bopanna Jeevan Nedunchezhiyan   | 6–3, 6–4                | Purav Raja Divij Sharan       |
| 02/01       | Brisbane International                     | Brisbane, Úc            | Grigor Dimitrov                       | 6–2, 2–6, 6–3           | Kei Nishikori                 |
| 02/01       | Brisbane International                     | Brisbane, Úc            | Thanasi Kokkinakis Jordan Thompson    | 7–6(9–7), 6–4           | Gilles Müller Sam Querrey     |
| 09/01       | Auckland Open                              | Auckland, New Zealand   | Jack Sock                             | 6–3, 5–7, 6–3           | João Sousa                    |
| 09/01       | Auckland Open                              | Auckland, New Zealand   | Marcin Matkowski Aisam-ul-Haq Qureshi | 1–6, 6–2, [10–3]        | Jonathan Erlich Scott Lipsky  |
| 09/01       | Sydney International                       | Sydney, Úc              | Gilles Müller                         | 7–6(7–5), 6–2           | Daniel Evans                  |
| 09/01       | Sydney International                       | Sydney, Úc              | Wesley Koolhof Matwé Middelkoop       | 6–3, 7–5                | Jamie Murray Bruno Soares     |
| 16/01 23/01 | Australian Open                            | Melbourne, Úc           | Roger Federer                         | 6–4, 3–6, 6–1, 3–6, 6–3 | Rafael Nadal                  |
| 16/01 23/01 | Australian Open                            | Melbourne, Úc           | Henri Kontinen John Peers             | 7–5, 7–5                | Bob Bryan Mike Bryan          |
| 16/01 23/01 | Australian Open                            | Melbourne, Úc           | Abigail Spears Juan Sebastián Cabal   | 6–2, 6–4                | Sania Mirza Ivan Dodig        |
| 30/01       | Davis Cup (vòng 1)                         | Buenos Aires, Argentina | Ý ·                                   | 3–2                     | Argentina ·                   |
| 30/01       | Davis Cup (vòng 1)                         | Frankfurt, Đức          | Bỉ                                    | 4–1                     | Đức                           |
| 30/01       | Davis Cup (vòng 1)                         | Kooyong, Úc             | Úc                                    | 4–1                     | Cộng hòa Séc                  |
| 30/01       | Davis Cup (vòng 1)                         | Birmingham, Hoa Kỳ      | Hoa Kỳ                                | 5–0                     | Thụy Sĩ                       |
| 30/01       | Davis Cup (vòng 1)                         | Tokyo, Nhật Bản         | Pháp                                  | 4–1                     | Nhật Bản                      |
| 30/01       | Davis Cup (vòng 1)                         | Ottawa, Canada          | Anh Quốc                              | 3–2                     | Canada                        |
| 30/01       | Davis Cup (vòng 1)                         | Niš, Serbia             | Serbia                                | 4–1                     | Nga                           |
| 30/01       | Davis Cup (vòng 1)                         | Osijek, Croatia         | Tây Ban Nha                           | 3–2                     | Croatia                       |

### Tháng 2
| Tuần  | Giải đấu                                                                                  | Địa điểm                | Vô địch                                               | Tỷ số                   | Á quân                            |
| ----- | ----------------------------------------------------------------------------------------- | ----------------------- | ----------------------------------------------------- | ----------------------- | --------------------------------- |
| 06/02 | Open Sud de France ATP World Tour 250 Hard (i) – €540,310 – 28S/16Q/16D Singles – Doubles | Montpellier, Pháp       | Alexander Zverev                                      | 7–6(7–4), 6–3           | Richard Gasquet                   |
| 06/02 | Open Sud de France ATP World Tour 250 Hard (i) – €540,310 – 28S/16Q/16D Singles – Doubles | Montpellier, Pháp       | Alexander Zverev Mischa Zverev                        | 6–4, 6–7(3–7), [10–7]   | Fabrice Martin Daniel Nestor      |
| 06/02 | Sofia Open                                                                                | Sofia, Bulgaria         | Grigor Dimitrov                                       | 7–5, 6–4                | David Goffin                      |
| 06/02 | Sofia Open                                                                                | Sofia, Bulgaria         | Viktor Troicki Nenad Zimonjić                         | 6–4, 6–4                | Mikhail Elgin Andrey Kuznetsov    |
| 06/02 | Ecuador Open                                                                              | Quito, Ecuador          | Víctor Estrella Burgos                                | 6–7(2–7), 7–5, 7–6(8–6) | Paolo Lorenzi                     |
| 06/02 | Ecuador Open                                                                              | Quito, Ecuador          | James Cerretani Philipp Oswald                        | 6–3, 2–1 ret.           | Julio Peralta Horacio Zeballos    |
| 13/02 | Rotterdam Open                                                                            | Rotterdam, Hà Lan       | Jo-Wilfried Tsonga                                    | 4–6, 6–4, 6–1           | David Goffin                      |
| 13/02 | Rotterdam Open                                                                            | Rotterdam, Hà Lan       | Ivan Dodig Marcel Granollers                          | 7–6(7–5), 6–3           | Wesley Koolhof Matwé Middelkoop   |
| 13/02 | Memphis Open                                                                              | Memphis, Hoa Kỳ         | Ryan Harrison                                         | 6–1, 6–4                | Nikoloz Basilashvili              |
| 13/02 | Memphis Open                                                                              | Memphis, Hoa Kỳ         | Brian Baker Nikola Mektić                             | 6–3, 6–4                | Ryan Harrison Steve Johnson       |
| 13/02 | Argentina Open                                                                            | Buenos Aires, Argentina | Alexandr Dolgopolov                                   | 7–6(7–4), 6–4           | Kei Nishikori                     |
| 13/02 | Argentina Open                                                                            | Buenos Aires, Argentina | Juan Sebastián Cabal Robert Farah                     | 6–1, 6–4                | Santiago González David Marrero   |
| 20/02 | Rio Open                                                                                  | Rio de Janeiro, Brazil  | Dominic Thiem                                         | 7–5, 6–4                | Pablo Carreño Busta               |
| 20/02 | Rio Open                                                                                  | Rio de Janeiro, Brazil  | Pablo Carreño Busta Pablo Cuevas                      | 6–4, 5–7, [10–8]        | Juan Sebastián Cabal Robert Farah |
| 20/02 | Open 13                                                                                   | Marseille, Pháp         | Jo-Wilfried Tsonga 6–4, 6–4                           |                         | Lucas Pouille                     |
| 20/02 | Open 13                                                                                   | Marseille, Pháp         | Julien Benneteau Nicolas Mahut 6–4, 6–7(9–11), [10–5] |                         | Robin Haase Dominic Inglot        |
| 20/02 | Delray Beach Open                                                                         | Delray Beach, Hoa Kỳ    | Jack Sock                                             | Bỏ cuộc                 | Milos Raonic                      |
| 20/02 | Delray Beach Open                                                                         | Delray Beach, Hoa Kỳ    | Raven Klaasen Rajeev Ram                              | 7–5, 7–5                | Treat Huey Max Mirnyi             |
| 27/02 | Dubai Tennis Championships                                                                | Dubai, UAE              | Andy Murray                                           | 6–3, 6–2                | Fernando Verdasco                 |
| 27/02 | Dubai Tennis Championships                                                                | Dubai, UAE              | Jean-Julien Rojer Horia Tecău                         | 4–6, 6–3, [10–3]        | Rohan Bopanna Marcin Matkowski    |
| 27/02 | Mexican Open                                                                              | Acapulco, Mexico        | Sam Querrey                                           | 6–3, 7–6(7–3)           | Rafael Nadal                      |
| 27/02 | Mexican Open                                                                              | Acapulco, Mexico        | Jamie Murray Bruno Soares                             | 6–3, 6–3                | John Isner Feliciano López        |
| 27/02 | Brasil Open                                                                               | São Paulo, Brazil       | Pablo Cuevas                                          | 6–7(3–7), 6–4, 6–4      | Albert Ramos Viñolas              |
| 27/02 | Brasil Open                                                                               | São Paulo, Brazil       | Rogério Dutra Silva André Sá                          | 7–6(7–5), 5–7, [10–7]   | Marcus Daniell Marcelo Demoliner  |

### Tháng 3
| Tuần        | Giải đấu             | Địa điểm             | Vô địch                   | Tỷ số                 | Á quân                    |
| ----------- | -------------------- | -------------------- | ------------------------- | --------------------- | ------------------------- |
| 06/03 13/03 | Indian Wells Masters | Indian Wells, Hoa Kỳ | Roger Federer             | 6–4, 7–5              | Stan Wawrinka             |
| 06/03 13/03 | Indian Wells Masters | Indian Wells, Hoa Kỳ | Raven Klaasen Rajeev Ram  | 6–7(1–7), 6–4, [10–8] | Łukasz Kubot Marcelo Melo |
| 20/03 27/03 | Miami Open           | Key Biscayne, Hoa Kỳ | Roger Federer             | 6–3, 6–4              | Rafael Nadal              |
| 20/03 27/03 | Miami Open           | Key Biscayne, Hoa Kỳ | Łukasz Kubot Marcelo Melo | 7–5, 6–3              | Nicholas Monroe Jack Sock |

### Tháng 4
| Tuần  | Giải đấu                            | Địa điểm                    | Vô địch                            | Tỷ số              | Á quân                            |
| ----- | ----------------------------------- | --------------------------- | ---------------------------------- | ------------------ | --------------------------------- |
| 03/04 | Tứ kết Davis Cup                    | Charleroi, Bỉ               | Bỉ ·                               | 3–2                | Ý                                 |
| 03/04 | Tứ kết Davis Cup                    | Brisbane, Úc                | Úc                                 | 3–2                | Hoa Kỳ                            |
| 03/04 | Tứ kết Davis Cup                    | Rouen, Pháp                 | Pháp                               | 4–1                | Anh Quốc                          |
| 03/04 | Tứ kết Davis Cup                    | Belgrade, Serbia            | Serbia                             | 4–1                | Tây Ban Nha                       |
| 10/04 | U.S. Men's Clay Court Championships | Houston, Hoa Kỳ             | Steve Johnson                      | 6–4, 4–6, 7–6(7–5) | Thomaz Bellucci                   |
| 10/04 | U.S. Men's Clay Court Championships | Houston, Hoa Kỳ             | Julio Peralta Horacio Zeballos     | 4–6, 7–5, [10–6]   | Dustin Brown Frances Tiafoe       |
| 10/04 | Grand Prix Hassan II                | Marrakesh, Maroc            | Borna Ćorić                        | 5–7, 7–6(7–3), 7–5 | Philipp Kohlschreiber             |
| 10/04 | Grand Prix Hassan II                | Marrakesh, Maroc            | Dominic Inglot Mate Pavić          | 6–4, 2–6, [11–9]   | Marcel Granollers Marc López      |
| 17/04 | Monte-Carlo Masters                 | Roquebrune-Cap-Martin, Pháp | Rafael Nadal                       | 6–1, 6–3           | Albert Ramos Viñolas              |
| 17/04 | Monte-Carlo Masters                 | Roquebrune-Cap-Martin, Pháp | Rohan Bopanna Pablo Cuevas         | 6–3, 3–6, [10–4]   | Feliciano López Marc López        |
| 24/04 | Barcelona Open                      | Barcelona, Tây Ban Nha      | Rafael Nadal                       | 6–4, 6–1           | Dominic Thiem                     |
| 24/04 | Barcelona Open                      | Barcelona, Tây Ban Nha      | Florin Mergea Aisam-ul-Haq Qureshi | 6–4, 6–3           | Philipp Petzschner Alexander Peya |
| 24/04 | Hungarian Open                      | Budapest, Hungary           | Lucas Pouille                      | 6–3, 6–1           | Aljaž Bedene                      |
| 24/04 | Hungarian Open                      | Budapest, Hungary           | Brian Baker Nikola Mektić          | 7–6(7–2), 6–4      | Juan Sebastián Cabal Robert Farah |

### Tháng 5
| Tuần        | Giải đấu               | Địa điểm             | Vô địch                             | Tỷ số                   | Á quân                               |
| ----------- | ---------------------- | -------------------- | ----------------------------------- | ----------------------- | ------------------------------------ |
| 01/05       | Estoril Open           | Cascais, Bồ Đào Nha  | Pablo Carreño Busta                 | 6–2, 7–6(7–5)           | Gilles Müller                        |
| 01/05       | Estoril Open           | Cascais, Bồ Đào Nha  | Ryan Harrison Michael Venus         | 7–5, 6–2                | David Marrero Tommy Robredo          |
| 01/05       | Bavarian Championships | Munich, Đức          | Alexander Zverev                    | 6–4, 6–3                | Guido Pella                          |
| 01/05       | Bavarian Championships | Munich, Đức          | Juan Sebastián Cabal Robert Farah   | 6–3, 6–3                | Jérémy Chardy Fabrice Martin         |
| 01/05       | Istanbul Open          | Istanbul, Thổ Nhĩ Kỳ | Marin Čilić                         | 7–6(7–3), 6–3           | Milos Raonic                         |
| 01/05       | Istanbul Open          | Istanbul, Thổ Nhĩ Kỳ | Roman Jebavý Jiří Veselý            | 6–0, 6–0                | Tuna Altuna Alessandro Motti         |
| 08/05       | Madrid Open            | Madrid, Tây Ban Nha  | Rafael Nadal                        | 7–6(10–8), 6–4          | Dominic Thiem                        |
| 08/05       | Madrid Open            | Madrid, Tây Ban Nha  | Łukasz Kubot Marcelo Melo           | 7–5, 6–3                | Nicolas Mahut Édouard Roger-Vasselin |
| 15/05       | Italian Open           | Rome, Ý              | Alexander Zverev                    | 6–4, 6–3                | Novak Djokovic                       |
| 15/05       | Italian Open           | Rome, Ý              | Pierre-Hugues Herbert Nicolas Mahut | 4–6, 6–4, [10–3]        | Ivan Dodig Marcel Granollers         |
| 22/05       | Geneva Open            | Geneva, Thụy Sĩ      | Stan Wawrinka                       | 4–6, 6–3, 6–3           | Mischa Zverev                        |
| 22/05       | Geneva Open            | Geneva, Thụy Sĩ      | Jean-Julien Rojer Horia Tecău       | 2–6, 7–6(11–9), [10–6]  | Juan Sebastián Cabal Robert Farah    |
| 22/05       | Lyon Open              | Lyon, Pháp           | Jo-Wilfried Tsonga                  | 7–6(7–2), 7–5           | Tomáš Berdych                        |
| 22/05       | Lyon Open              | Lyon, Pháp           | Andrés Molteni Adil Shamasdin       | 6–3, 3–6, [10–5]        | Marcus Daniell Marcelo Demoliner     |
| 29/05 05/06 | French Open            | Paris, Pháp          | Rafael Nadal                        | 6–2, 6–3, 6–1           | Stan Wawrinka                        |
| 29/05 05/06 | French Open            | Paris, Pháp          | Ryan Harrison Michael Venus         | 7–6(7–5), 6–7(4–7), 6–3 | Santiago González Donald Young       |
| 29/05 05/06 | French Open            | Paris, Pháp          | Gabriela Dabrowski Rohan Bopanna    | 2–6, 6–2, [12–10]       | Anna-Lena Grönefeld Robert Farah     |

### Tháng 6
| Tuần  | Giải đấu                           | Địa điểm                             | Vô địch                               | Tỷ số                    | Á quân                                  |
| ----- | ---------------------------------- | ------------------------------------ | ------------------------------------- | ------------------------ | --------------------------------------- |
| 12/06 | MercedesCup                        | Stuttgart, Đức                       | Lucas Pouille                         | 4–6, 7–6(7–5), 6–4       | Feliciano López                         |
| 12/06 | MercedesCup                        | Stuttgart, Đức                       | Jamie Murray Bruno Soares             | 6–7(4–7), 7–5, [10–5]    | Oliver Marach Mate Pavić                |
| 12/06 | Rosmalen Grass Court Championships | 's-Hertogenbosch, Hà Lan             | Gilles Müller                         | 7–6(7–5), 7–6(7–4)       | Ivo Karlović                            |
| 12/06 | Rosmalen Grass Court Championships | 's-Hertogenbosch, Hà Lan             | Łukasz Kubot Marcelo Melo             | 6–3, 6–4                 | Raven Klaasen Rajeev Ram                |
| 19/06 | Halle Open                         | Halle, Đức                           | Roger Federer                         | 6–1, 6–3                 | Alexander Zverev                        |
| 19/06 | Halle Open                         | Halle, Đức                           | Łukasz Kubot Marcelo Melo             | 5–7, 6–3, [10–8]         | Alexander Zverev Mischa Zverev          |
| 19/06 | Queen's Club Championships         | London, Vương quốc Liên hiệp Anh     | Feliciano López                       | 4–6, 7–6(7–2), 7–6(10–8) | Marin Čilić                             |
| 19/06 | Queen's Club Championships         | London, Vương quốc Liên hiệp Anh     | Jamie Murray Bruno Soares             | 6–2, 6–3                 | Julien Benneteau Édouard Roger-Vasselin |
| 26/06 | Eastbourne International           | Eastbourne, Vương quốc Liên hiệp Anh | Novak Djokovic                        | 6–3, 6–4                 | Gaël Monfils                            |
| 26/06 | Eastbourne International           | Eastbourne, Vương quốc Liên hiệp Anh | Bob Bryan Mike Bryan                  | 6–7(4–7), 6–4, [10–3]    | Rohan Bopanna André Sá                  |
| 26/06 | Antalya Open                       | Antalya, Thổ Nhĩ Kỳ                  | Yūichi Sugita                         | 6–1, 7–6(7–4)            | Adrian Mannarino                        |
| 26/06 | Antalya Open                       | Antalya, Thổ Nhĩ Kỳ                  | Robert Lindstedt Aisam-ul-Haq Qureshi | 7–5, 4–1 ret.            | Oliver Marach Mate Pavić                |

### Tháng 7
| Week        | Tournament                        | Địa điểm                         | Vô địch                          | Tỷ số                          | Á quân                                    |
| ----------- | --------------------------------- | -------------------------------- | -------------------------------- | ------------------------------ | ----------------------------------------- |
| 03/07 10/07 | Wimbledon                         | London, Vương quốc Liên hiệp Anh | Roger Federer                    | 6–3, 6–1, 6–4                  | Marin Čilić                               |
| 03/07 10/07 | Wimbledon                         | London, Vương quốc Liên hiệp Anh | Łukasz Kubot Marcelo Melo        | 5–7, 7–5, 7–6(7–2), 3–6, 13–11 | Oliver Marach Mate Pavić                  |
| 03/07 10/07 | Wimbledon                         | London, Vương quốc Liên hiệp Anh | Martina Hingis Jamie Murray      | 6–4, 6–4                       | Heather Watson Henri Kontinen             |
| 17/07       | Hall of Fame Tennis Championships | Newport, Hoa Kỳ                  | John Isner                       | 6–3, 7–6(7–4)                  | Matthew Ebden                             |
| 17/07       | Hall of Fame Tennis Championships | Newport, Hoa Kỳ                  | Aisam-ul-Haq Qureshi Rajeev Ram  | 6–4, 4–6, [10–7]               | Matt Reid John-Patrick Smith              |
| 17/07       | Swedish Open                      | Båstad, Thụy Điển                | David Ferrer                     | 6–4, 6–4                       | Alexandr Dolgopolov                       |
| 17/07       | Swedish Open                      | Båstad, Thụy Điển                | Julian Knowle Philipp Petzschner | 6–2, 3–6, [10–7]               | Sander Arends Matwé Middelkoop            |
| 17/07       | Croatia Open                      | Umag, Croatia                    | Andrey Rublev                    | 6–4, 6–2                       | Paolo Lorenzi                             |
| 17/07       | Croatia Open                      | Umag, Croatia                    | Guillermo Durán Andrés Molteni   | 6–3, 6–7(4–7), [10–6]          | Marin Draganja Tomislav Draganja          |
| 24/07       | German Open                       | Hamburg, Đức                     | Leonardo Mayer                   | 6–4, 4–6, 6–3                  | Florian Mayer                             |
| 24/07       | German Open                       | Hamburg, Đức                     | Ivan Dodig Mate Pavić            | 6–3, 6–4                       | Pablo Cuevas Marc López                   |
| 24/07       | Atlanta Open                      | Atlanta, Hoa Kỳ                  | John Isner                       | 7–6(8–6), 7–6(9–7)             | Ryan Harrison                             |
| 24/07       | Atlanta Open                      | Atlanta, Hoa Kỳ                  | Bob Bryan Mike Bryan             | 6–3, 6–4                       | Wesley Koolhof Artem Sitak                |
| 24/07       | Swiss Open                        | Gstaad, Thụy Sĩ                  | Fabio Fognini                    | 6–4, 7–5                       | Yannick Hanfmann                          |
| 24/07       | Swiss Open                        | Gstaad, Thụy Sĩ                  | Oliver Marach Philipp Oswald     | 6–3, 4–6, [10–8]               | Jonathan Eysseric Franko Škugor           |
| 31/07       | Washington Open                   | Washington, Hoa Kỳ               | Alexander Zverev                 | 6–4, 6–4                       | Kevin Anderson                            |
| 31/07       | Washington Open                   | Washington, Hoa Kỳ               | Henri Kontinen John Peers        | 7–6(7–5), 6–4                  | Łukasz Kubot Marcelo Melo                 |
| 31/07       | Los Cabos Open                    | Cabo San Lucas, Mexico           | Sam Querrey                      | 6–3, 3–6, 6–2                  | Thanasi Kokkinakis                        |
| 31/07       | Los Cabos Open                    | Cabo San Lucas, Mexico           | Juan Sebastián Cabal Treat Huey  | 6–2, 6–3                       | Sergio Galdós Roberto Maytín              |
| 31/07       | Austrian Open Kitzbühel           | Kitzbühel, Áo                    | Philipp Kohlschreiber            | 6–3, 6–4                       | João Sousa                                |
| 31/07       | Austrian Open Kitzbühel           | Kitzbühel, Áo                    | Pablo Cuevas Guillermo Durán     | 6–4, 4–6, [12–10]              | Hans Podlipnik Castillo Andrei Vasilevski |

### Tháng 8
| Tuần        | Giải đấu           | Địa điểm              | Vô địch                             | Tỷ số            | Á quân                         |
| ----------- | ------------------ | --------------------- | ----------------------------------- | ---------------- | ------------------------------ |
| 07/08       | Canadian Open      | Montreal, Canada      | Alexander Zverev                    | 6–3, 6–4         | Roger Federer                  |
| 07/08       | Canadian Open      | Montreal, Canada      | Pierre-Hugues Herbert Nicolas Mahut | 6–4, 3–6, [10–6] | Rohan Bopanna Ivan Dodig       |
| 14/08       | Cincinnati Masters | Mason, Hoa Kỳ         | Grigor Dimitrov                     | 6–3, 7–5         | Nick Kyrgios                   |
| 14/08       | Cincinnati Masters | Mason, Hoa Kỳ         | Pierre-Hugues Herbert Nicolas Mahut | 7–6(8–6), 6–4    | Jamie Murray Bruno Soares      |
| 21/08       | Winston-Salem Open | Winston-Salem, Hoa Kỳ | Roberto Bautista Agut               | 6–4, 6–4         | Damir Džumhur                  |
| 21/08       | Winston-Salem Open | Winston-Salem, Hoa Kỳ | Jean-Julien Rojer Horia Tecău       | 6–3, 6–4         | Julio Peralta Horacio Zeballos |
| 28/08 04/09 | US Open            | New York, Hoa Kỳ      | Rafael Nadal                        | 6–3, 6–3, 6–4    | Kevin Anderson                 |
| 28/08 04/09 | US Open            | New York, Hoa Kỳ      | Jean-Julien Rojer Horia Tecău       | 6–4, 6–3         | Feliciano López Marc López     |
| 28/08 04/09 | US Open            | New York, Hoa Kỳ      | Martina Hingis Jamie Murray         | 6–1, 4–6, [10–8] | Chan Hao-ching Michael Venus   |

### Tháng 9
| Tuần  | Giải đấu            | Địa điểm               | Vô địch                                 | Tỷ số              | Á quân                           |
| ----- | ------------------- | ---------------------- | --------------------------------------- | ------------------ | -------------------------------- |
| 11/09 | Bán kết Davis Cup   | Brussels, Bỉ           | Bỉ                                      | 3–2                | Úc ·                             |
| 11/09 | Bán kết Davis Cup   | Lille, Pháp            | Pháp                                    | 3–1                | Serbia                           |
| 18/09 | St. Petersburg Open | Stain Petersburg, Nga  | Damir Džumhur                           | 3–6, 6–4, 6–2      | Fabio Fognini                    |
| 18/09 | St. Petersburg Open | Stain Petersburg, Nga  | Roman Jebavý Matwé Middelkoop           | 6–4, 6–4           | Julio Peralta Horacio Zeballos   |
| 18/09 | Moselle Open        | Metz, Pháp             | Peter Gojowczyk                         | 7–5, 6–2           | Benoît Paire                     |
| 18/09 | Moselle Open        | Metz, Pháp             | Julien Benneteau Édouard Roger-Vasselin | 7–5, 6–3           | Wesley Koolhof Artem Sitak       |
| 25/09 | Chengdu Open        | Thành Đô, Trung Quốc   | Denis Istomin                           | 3–2 ret.           | Marcos Baghdatis                 |
| 25/09 | Chengdu Open        | Thành Đô, Trung Quốc   | Jonathan Erlich Aisam-ul-Haq Qureshi    | 6–3, 7–6(7–3)      | Marcus Daniell Marcelo Demoliner |
| 25/09 | Shenzhen Open       | Thâm Quyến, Trung Quốc | David Goffin                            | 6–4, 6–7(5–7), 6–3 | Alexandr Dolgopolov              |
| 25/09 | Shenzhen Open       | Thâm Quyến, Trung Quốc | Alexander Peya Rajeev Ram               | 6–3, 6–2           | Nikola Mektić Nicholas Monroe    |

### Tháng 10
| Tuần  | Giải đấu         | Địa điểm               | Vô địch                         | Tỷ số                      | Á quân                                 |
| ----- | ---------------- | ---------------------- | ------------------------------- | -------------------------- | -------------------------------------- |
| 02/10 | China Open       | Bắc Kinh, Trung Quốc   | Rafael Nadal                    | 6–2, 6–1                   | Nick Kyrgios                           |
| 02/10 | China Open       | Bắc Kinh, Trung Quốc   | Henri Kontinen John Peers       | 6–3, 3–6, [10–7]           | John Isner Jack Sock                   |
| 02/10 | Japan Open       | Tokyo, Nhật Bản        | David Goffin                    | 6–3, 7–5                   | Adrian Mannarino                       |
| 02/10 | Japan Open       | Tokyo, Nhật Bản        | Ben McLachlan Yasutaka Uchiyama | 6–4, 7–6(7–1)              | Jamie Murray Bruno Soares              |
| 09/10 | Shanghai Masters | Thượng Hải, Trung Quốc | Roger Federer                   | 6–4, 6–3                   | Rafael Nadal                           |
| 09/10 | Shanghai Masters | Thượng Hải, Trung Quốc | Henri Kontinen John Peers       | 6–4, 6–2                   | Łukasz Kubot Marcelo Melo              |
| 16/10 | Kremlin Cup      | Moscow, Nga            | Damir Džumhur                   | 6–2, 1–6, 6–4              | Ričardas Berankis                      |
| 16/10 | Kremlin Cup      | Moscow, Nga            | Max Mirnyi Philipp Oswald       | 6–3, 7–5                   | Damir Džumhur Antonio Šančić           |
| 16/10 | European Open    | Antwerp, Bỉ            | Jo-Wilfried Tsonga              | 6–3, 7–5                   | Diego Schwartzman                      |
| 16/10 | European Open    | Antwerp, Bỉ            | Scott Lipsky Divij Sharan       | 6–4, 2–6, [10–5]           | Santiago González Julio Peralta        |
| 16/10 | Stockholm Open   | Stockholm, Thụy Điển   | Juan Martín del Potro           | 6–4, 6–2                   | Grigor Dimitrov                        |
| 16/10 | Stockholm Open   | Stockholm, Thụy Điển   | Oliver Marach Mate Pavić        | 3–6, 7–6(8–6), [10–4]      | Aisam-ul-Haq Qureshi Jean-Julien Rojer |
| 23/10 | Vienna Open      | Vienna, Áo             | Lucas Pouille                   | 6–1, 6–4                   | Jo-Wilfried Tsonga                     |
| 23/10 | Vienna Open      | Vienna, Áo             | Rohan Bopanna Pablo Cuevas      | 7–6(9–7), 6–7(4–7), [11–9] | Marcelo Demoliner Sam Querrey          |
| 23/10 | Swiss Indoors    | Basel, Thụy Sĩ         | Roger Federer                   | 6–7(5–7), 6–4, 6–3         | Juan Martín del Potro                  |
| 23/10 | Swiss Indoors    | Basel, Thụy Sĩ         | Ivan Dodig Marcel Granollers    | 7–5, 7–6(8–6)              | Fabrice Martin Édouard Roger-Vasselin  |
| 30/10 | Paris Masters    | Paris, Pháp            | Jack Sock                       | 5–7, 6–4, 6–1              | Filip Krajinović                       |
| 30/10 | Paris Masters    | Paris, Pháp            | Łukasz Kubot Marcelo Melo       | 7–6(7–3), 3–6, [10–6]      | Ivan Dodig Marcel Granollers           |

### Tháng 11
| Tuần  | Giải đấu            | Địa điểm                         | Vô địch                   | Tỷ số                        | Á quân                    |
| ----- | ------------------- | -------------------------------- | ------------------------- | ---------------------------- | ------------------------- |
| 06/11 | Next Gen ATP Finals | Milan, Ý                         | Chung Hyeon               | 3–4(5–7), 4–3(7–2), 4–2, 4–2 | Andrey Rublev             |
| 13/11 | ATP Finals          | London, Vương quốc Liên hiệp Anh | Grigor Dimitrov           | 7–5, 4–6, 6–3                | David Goffin              |
| 13/11 | ATP Finals          | London, Vương quốc Liên hiệp Anh | Henri Kontinen John Peers | 6–4, 6–2                     | Łukasz Kubot Marcelo Melo |
| 20/11 | Chung kết Davis Cup | Lille, Pháp                      | Pháp                      | 3–2                          | Bỉ                        |

## 10 tay vợt giành nhiều tiền thưởng nhất mùa giải
| Đơn vị tính: USD tính đến ngày 4 tháng 12 năm 2017 [ cập nhật ] [ 3 ] | Đơn vị tính: USD tính đến ngày 4 tháng 12 năm 2017 [ cập nhật ] [ 3 ] | Đơn vị tính: USD tính đến ngày 4 tháng 12 năm 2017 [ cập nhật ] [ 3 ] | Đơn vị tính: USD tính đến ngày 4 tháng 12 năm 2017 [ cập nhật ] [ 3 ] | Đơn vị tính: USD tính đến ngày 4 tháng 12 năm 2017 [ cập nhật ] [ 3 ] |
| Hạng                                                                  | Tay vợt                                                               | Đơn                                                                   | Đôi                                                                   | Tổng                                                                  |
| --------------------------------------------------------------------- | --------------------------------------------------------------------- | --------------------------------------------------------------------- | --------------------------------------------------------------------- | --------------------------------------------------------------------- |
| 1                                                                     | Rafael Nadal                                                          | 15.851.340                                                            | 12.660                                                                | 15.864.000                                                            |
| 2                                                                     | Roger Federer                                                         | 13.054.856                                                            | 0                                                                     | 13.054.856                                                            |
| 3                                                                     | Grigor Dimitrov                                                       | 6.575.244                                                             | 33.266                                                                | 6.608.510                                                             |
| 4                                                                     | Alexander Zverev                                                      | 5.006.313                                                             | 102.685                                                               | 5.108.998                                                             |
| 5                                                                     | Dominic Thiem                                                         | 4.283.907                                                             | 61.719                                                                | 4.345.626                                                             |
| 6                                                                     | Marin Čilić                                                           | 4.004.923                                                             | 58.815                                                                | 4.063.738                                                             |
| 7                                                                     | David Goffin                                                          | 3.890.613                                                             | 14.063                                                                | 3.904.676                                                             |
| 8                                                                     | Jack Sock                                                             | 3.149.419                                                             | 257.154                                                               | 3.406.573                                                             |
| 9                                                                     | Stan Wawrinka                                                         | 3.083.829                                                             | 16.683                                                                | 3.100.512                                                             |
| 10                                                                    | Pablo Carreño Busta                                                   | 2.843.305                                                             | 166.054                                                               | 3.009.359                                                             |

## References
1. ↑  "ATP Announces 2017 & 2018 Calendars". Association of Tennis Professionals (ATP). Truy cập ngày 14 tháng 1 năm 2016.
2. ↑  "ATP Calendar 2017–2018" (PDF). Association of Tennis Professionals (ATP). Bản gốc (PDF) lưu trữ ngày 26 tháng 2 năm 2017. Truy cập ngày 25 tháng 2 năm 2017.
3. ↑  "Professional tennis players with the highest prize money earnings in 2017* (in million U.S. dollars)". Truy cập ngày 28 tháng 1 năm 2018.

## External links
- Association of Tennis Professionals (ATP) World Tour official website
- International Tennis Federation (ITF) official website

Bản mẫu:Men's tennis seasons